# Rhytiphora amicula
Rhytiphora amicula là một loài bọ cánh cứng trong họ Cerambycidae.